# Unicodeblock Singhalesisch
Der Unicodeblock Singhalesisch (engl. Sinhala, U+0D80 bis U+0DFF) enthält die singhalesische Schrift, in der Singhalesisch und das Elu genannte Altsinghalesische geschrieben werden.

## Tabelle
| Unicodenummer | Zeichen (400 %) | Kategorie                               | Bidirektionale Klasse       | Offizielle Bezeichnung                         | Beschreibung                                |
| ------------- | --------------- | --------------------------------------- | --------------------------- | ---------------------------------------------- | ------------------------------------------- |
| U+0D81 (3457) | ඁ                | Markierung ohne Extrabreite             | Markierung ohne Extrabreite | SINHALA SIGN CANDRABINDU                       | Singhalesisches Zeichen Candrabindu         |
| U+0D82 (3458) | ං                | Markierung mit Extrabreite              | links nach rechts           | SINHALA SIGN ANUSVARAYA                        | Singhalesisches Zeichen Anusvara            |
| U+0D83 (3459) | ඃ                | Markierung mit Extrabreite              | links nach rechts           | SINHALA SIGN VISARGAYA                         | Singhalesisches Zeichen Visargaya           |
| U+0D85 (3461) | අ               | anderer Buchstabe, Silbe oder Ideogramm | links nach rechts           | SINHALA LETTER AYANNA                          | Singhalesischer Buchstabe A                 |
| U+0D86 (3462) | ආ               | anderer Buchstabe, Silbe oder Ideogramm | links nach rechts           | SINHALA LETTER AAYANNA                         | Singhalesischer Buchstabe Aa                |
| U+0D87 (3463) | ඇ               | anderer Buchstabe, Silbe oder Ideogramm | links nach rechts           | SINHALA LETTER AEYANNA                         | Singhalesischer Buchstabe Ä                 |
| U+0D88 (3464) | ඈ               | anderer Buchstabe, Silbe oder Ideogramm | links nach rechts           | SINHALA LETTER AEEYANNA                        | Singhalesischer Buchstabe Ää                |
| U+0D89 (3465) | ඉ               | anderer Buchstabe, Silbe oder Ideogramm | links nach rechts           | SINHALA LETTER IYANNA                          | Singhalesischer Buchstabe I                 |
| U+0D8A (3466) | ඊ               | anderer Buchstabe, Silbe oder Ideogramm | links nach rechts           | SINHALA LETTER IIYANNA                         | Singhalesischer Buchstabe Ii                |
| U+0D8B (3467) | උ               | anderer Buchstabe, Silbe oder Ideogramm | links nach rechts           | SINHALA LETTER UYANNA                          | Singhalesischer Buchstabe U                 |
| U+0D8C (3468) | ඌ               | anderer Buchstabe, Silbe oder Ideogramm | links nach rechts           | SINHALA LETTER UUYANNA                         | Singhalesischer Buchstabe Uu                |
| U+0D8D (3469) | ඍ               | anderer Buchstabe, Silbe oder Ideogramm | links nach rechts           | SINHALA LETTER IRUYANNA                        | Singhalesischer Buchstabe vokalisches R     |
| U+0D8E (3470) | ඎ               | anderer Buchstabe, Silbe oder Ideogramm | links nach rechts           | SINHALA LETTER IRUUYANNA                       | Singhalesischer Buchstabe vokalisches Rr    |
| U+0D8F (3471) | ඏ               | anderer Buchstabe, Silbe oder Ideogramm | links nach rechts           | SINHALA LETTER ILUYANNA                        | Singhalesischer Buchstabe vokalisches L     |
| U+0D90 (3472) | ඐ               | anderer Buchstabe, Silbe oder Ideogramm | links nach rechts           | SINHALA LETTER ILUUYANNA                       | Singhalesischer Buchstabe vokalisches Ll    |
| U+0D91 (3473) | එ               | anderer Buchstabe, Silbe oder Ideogramm | links nach rechts           | SINHALA LETTER EYANNA                          | Singhalesischer Buchstabe E                 |
| U+0D92 (3474) | ඒ               | anderer Buchstabe, Silbe oder Ideogramm | links nach rechts           | SINHALA LETTER EEYANNA                         | Singhalesischer Buchstabe Ee                |
| U+0D93 (3475) | ඓ               | anderer Buchstabe, Silbe oder Ideogramm | links nach rechts           | SINHALA LETTER AIYANNA                         | Singhalesischer Buchstabe Ai                |
| U+0D94 (3476) | ඔ               | anderer Buchstabe, Silbe oder Ideogramm | links nach rechts           | SINHALA LETTER OYANNA                          | Singhalesischer Buchstabe O                 |
| U+0D95 (3477) | ඕ               | anderer Buchstabe, Silbe oder Ideogramm | links nach rechts           | SINHALA LETTER OOYANNA                         | Singhalesischer Buchstabe Oo                |
| U+0D96 (3478) | ඖ               | anderer Buchstabe, Silbe oder Ideogramm | links nach rechts           | SINHALA LETTER AUYANNA                         | Singhalesischer Buchstabe Au                |
| U+0D9A (3482) | ක               | anderer Buchstabe, Silbe oder Ideogramm | links nach rechts           | SINHALA LETTER ALPAPRAANA KAYANNA              | Singhalesischer Buchstabe Ka                |
| U+0D9B (3483) | ඛ               | anderer Buchstabe, Silbe oder Ideogramm | links nach rechts           | SINHALA LETTER MAHAAPRAANA KAYANNA             | Singhalesischer Buchstabe Kha               |
| U+0D9C (3484) | ග               | anderer Buchstabe, Silbe oder Ideogramm | links nach rechts           | SINHALA LETTER ALPAPRAANA GAYANNA              | Singhalesischer Buchstabe Ga                |
| U+0D9D (3485) | ඝ               | anderer Buchstabe, Silbe oder Ideogramm | links nach rechts           | SINHALA LETTER MAHAAPRAANA GAYANNA             | Singhalesischer Buchstabe Gha               |
| U+0D9E (3486) | ඞ               | anderer Buchstabe, Silbe oder Ideogramm | links nach rechts           | SINHALA LETTER KANTAJA NAASIKYAYA              | Singhalesischer Buchstabe Nga               |
| U+0D9F (3487) | ඟ               | anderer Buchstabe, Silbe oder Ideogramm | links nach rechts           | SINHALA LETTER SANYAKA GAYANNA                 | Singhalesischer Buchstabe Nnga              |
| U+0DA0 (3488) | ච               | anderer Buchstabe, Silbe oder Ideogramm | links nach rechts           | SINHALA LETTER ALPAPRAANA CAYANNA              | Singhalesischer Buchstabe Ca                |
| U+0DA1 (3489) | ඡ               | anderer Buchstabe, Silbe oder Ideogramm | links nach rechts           | SINHALA LETTER MAHAAPRAANA CAYANNA             | Singhalesischer Buchstabe Cha               |
| U+0DA2 (3490) | ජ               | anderer Buchstabe, Silbe oder Ideogramm | links nach rechts           | SINHALA LETTER ALPAPRAANA JAYANNA              | Singhalesischer Buchstabe Ja                |
| U+0DA3 (3491) | ඣ               | anderer Buchstabe, Silbe oder Ideogramm | links nach rechts           | SINHALA LETTER MAHAAPRAANA JAYANNA             | Singhalesischer Buchstabe Jha               |
| U+0DA4 (3492) | ඤ               | anderer Buchstabe, Silbe oder Ideogramm | links nach rechts           | SINHALA LETTER TAALUJA NAASIKYAYA              | Singhalesischer Buchstabe Nya               |
| U+0DA5 (3493) | ඥ               | anderer Buchstabe, Silbe oder Ideogramm | links nach rechts           | SINHALA LETTER TAALUJA SANYOOGA NAAKSIKYAYA    | Singhalesischer Buchstabe Jnya              |
| U+0DA6 (3494) | ඦ               | anderer Buchstabe, Silbe oder Ideogramm | links nach rechts           | SINHALA LETTER SANYAKA JAYANNA                 | Singhalesischer Buchstabe Nyja              |
| U+0DA7 (3495) | ට               | anderer Buchstabe, Silbe oder Ideogramm | links nach rechts           | SINHALA LETTER ALPAPRAANA TTAYANNA             | Singhalesischer Buchstabe Tta               |
| U+0DA8 (3496) | ඨ               | anderer Buchstabe, Silbe oder Ideogramm | links nach rechts           | SINHALA LETTER MAHAAPRAANA TTAYANNA            | Singhalesischer Buchstabe Ttha              |
| U+0DA9 (3497) | ඩ               | anderer Buchstabe, Silbe oder Ideogramm | links nach rechts           | SINHALA LETTER ALPAPRAANA DDAYANNA             | Singhalesischer Buchstabe Dda               |
| U+0DAA (3498) | ඪ               | anderer Buchstabe, Silbe oder Ideogramm | links nach rechts           | SINHALA LETTER MAHAAPRAANA DDAYANNA            | Singhalesischer Buchstabe Ddha              |
| U+0DAB (3499) | ණ               | anderer Buchstabe, Silbe oder Ideogramm | links nach rechts           | SINHALA LETTER MUURDHAJA NAYANNA               | Singhalesischer Buchstabe Nna               |
| U+0DAC (3500) | ඬ               | anderer Buchstabe, Silbe oder Ideogramm | links nach rechts           | SINHALA LETTER SANYAKA DDAYANNA                | Singhalesischer Buchstabe Nndda             |
| U+0DAD (3501) | ත               | anderer Buchstabe, Silbe oder Ideogramm | links nach rechts           | SINHALA LETTER ALPAPRAANA TAYANNA              | Singhalesischer Buchstabe Ta                |
| U+0DAE (3502) | ථ               | anderer Buchstabe, Silbe oder Ideogramm | links nach rechts           | SINHALA LETTER MAHAAPRAANA TAYANNA             | Singhalesischer Buchstabe Tha               |
| U+0DAF (3503) | ද               | anderer Buchstabe, Silbe oder Ideogramm | links nach rechts           | SINHALA LETTER ALPAPRAANA DAYANNA              | Singhalesischer Buchstabe Da                |
| U+0DB0 (3504) | ධ               | anderer Buchstabe, Silbe oder Ideogramm | links nach rechts           | SINHALA LETTER MAHAAPRAANA DAYANNA             | Singhalesischer Buchstabe Dha               |
| U+0DB1 (3505) | න               | anderer Buchstabe, Silbe oder Ideogramm | links nach rechts           | SINHALA LETTER DANTAJA NAYANNA                 | Singhalesischer Buchstabe Na                |
| U+0DB3 (3507) | ඳ               | anderer Buchstabe, Silbe oder Ideogramm | links nach rechts           | SINHALA LETTER SANYAKA DAYANNA                 | Singhalesischer Buchstabe Nda               |
| U+0DB4 (3508) | ප               | anderer Buchstabe, Silbe oder Ideogramm | links nach rechts           | SINHALA LETTER ALPAPRAANA PAYANNA              | Singhalesischer Buchstabe Pa                |
| U+0DB5 (3509) | ඵ               | anderer Buchstabe, Silbe oder Ideogramm | links nach rechts           | SINHALA LETTER MAHAAPRAANA PAYANNA             | Singhalesischer Buchstabe Pha               |
| U+0DB6 (3510) | බ               | anderer Buchstabe, Silbe oder Ideogramm | links nach rechts           | SINHALA LETTER ALPAPRAANA BAYANNA              | Singhalesischer Buchstabe Ba                |
| U+0DB7 (3511) | භ               | anderer Buchstabe, Silbe oder Ideogramm | links nach rechts           | SINHALA LETTER MAHAAPRAANA BAYANNA             | Singhalesischer Buchstabe Bha               |
| U+0DB8 (3512) | ම               | anderer Buchstabe, Silbe oder Ideogramm | links nach rechts           | SINHALA LETTER MAYANNA                         | Singhalesischer Buchstabe Ma                |
| U+0DB9 (3513) | ඹ               | anderer Buchstabe, Silbe oder Ideogramm | links nach rechts           | SINHALA LETTER AMBA BAYANNA                    | Singhalesischer Buchstabe Mba               |
| U+0DBA (3514) | ය               | anderer Buchstabe, Silbe oder Ideogramm | links nach rechts           | SINHALA LETTER YAYANNA                         | Singhalesischer Buchstabe Ya                |
| U+0DBB (3515) | ර               | anderer Buchstabe, Silbe oder Ideogramm | links nach rechts           | SINHALA LETTER RAYANNA                         | Singhalesischer Buchstabe Ra                |
| U+0DBD (3517) | ල               | anderer Buchstabe, Silbe oder Ideogramm | links nach rechts           | SINHALA LETTER DANTAJA LAYANNA                 | Singhalesischer Buchstabe La                |
| U+0DC0 (3520) | ව               | anderer Buchstabe, Silbe oder Ideogramm | links nach rechts           | SINHALA LETTER VAYANNA                         | Singhalesischer Buchstabe Va                |
| U+0DC1 (3521) | ශ               | anderer Buchstabe, Silbe oder Ideogramm | links nach rechts           | SINHALA LETTER TAALUJA SAYANNA                 | Singhalesischer Buchstabe Sha               |
| U+0DC2 (3522) | ෂ               | anderer Buchstabe, Silbe oder Ideogramm | links nach rechts           | SINHALA LETTER MUURDHAJA SAYANNA               | Singhalesischer Buchstabe Ssa               |
| U+0DC3 (3523) | ස               | anderer Buchstabe, Silbe oder Ideogramm | links nach rechts           | SINHALA LETTER DANTAJA SAYANNA                 | Singhalesischer Buchstabe Sa                |
| U+0DC4 (3524) | හ               | anderer Buchstabe, Silbe oder Ideogramm | links nach rechts           | SINHALA LETTER HAYANNA                         | Singhalesischer Buchstabe Ha                |
| U+0DC5 (3525) | ළ               | anderer Buchstabe, Silbe oder Ideogramm | links nach rechts           | SINHALA LETTER MUURDHAJA LAYANNA               | Singhalesischer Buchstabe Lla               |
| U+0DC6 (3526) | ෆ               | anderer Buchstabe, Silbe oder Ideogramm | links nach rechts           | SINHALA LETTER FAYANNA                         | Singhalesischer Buchstabe Fa                |
| U+0DCA (3530) | ්                | Markierung ohne Extrabreite             | Markierung ohne Extrabreite | SINHALA SIGN AL-LAKUNA                         | Singhalesisches Virama                      |
| U+0DCF (3535) | ා                | Markierung mit Extrabreite              | links nach rechts           | SINHALA VOWEL SIGN AELA-PILLA                  | Singhalesisches Vokalzeichen Aa             |
| U+0DD0 (3536) | ැ                | Markierung mit Extrabreite              | links nach rechts           | SINHALA VOWEL SIGN KETTI AEDA-PILLA            | Singhalesisches Vokalzeichen Ä              |
| U+0DD1 (3537) | ෑ                | Markierung mit Extrabreite              | links nach rechts           | SINHALA VOWEL SIGN DIGA AEDA-PILLA             | Singhalesisches Vokalzeichen Ää             |
| U+0DD2 (3538) | ි                | Markierung ohne Extrabreite             | Markierung ohne Extrabreite | SINHALA VOWEL SIGN KETTI IS-PILLA              | Singhalesisches Vokalzeichen I              |
| U+0DD3 (3539) | ී                | Markierung ohne Extrabreite             | Markierung ohne Extrabreite | SINHALA VOWEL SIGN DIGA IS-PILLA               | Singhalesisches Vokalzeichen Ii             |
| U+0DD4 (3540) | ු                | Markierung ohne Extrabreite             | Markierung ohne Extrabreite | SINHALA VOWEL SIGN KETTI PAA-PILLA             | Singhalesisches Vokalzeichen U              |
| U+0DD6 (3542) | ූ                | Markierung ohne Extrabreite             | Markierung ohne Extrabreite | SINHALA VOWEL SIGN DIGA PAA-PILLA              | Singhalesisches Vokalzeichen Uu             |
| U+0DD8 (3544) | ෘ                | Markierung mit Extrabreite              | links nach rechts           | SINHALA VOWEL SIGN GAETTA-PILLA                | Singhalesisches Vokalzeichen vokalisches R  |
| U+0DD9 (3545) | ෙ                | Markierung mit Extrabreite              | links nach rechts           | SINHALA VOWEL SIGN KOMBUVA                     | Singhalesisches Vokalzeichen E              |
| U+0DDA (3546) | ේ                | Markierung mit Extrabreite              | links nach rechts           | SINHALA VOWEL SIGN DIGA KOMBUVA                | Singhalesisches Vokalzeichen Ee             |
| U+0DDB (3547) | ෛ                | Markierung mit Extrabreite              | links nach rechts           | SINHALA VOWEL SIGN KOMBU DEKA                  | Singhalesisches Vokalzeichen Ai             |
| U+0DDC (3548) | ො                | Markierung mit Extrabreite              | links nach rechts           | SINHALA VOWEL SIGN KOMBUVA HAA AELA-PILLA      | Singhalesisches Vokalzeichen O              |
| U+0DDD (3549) | ෝ                | Markierung mit Extrabreite              | links nach rechts           | SINHALA VOWEL SIGN KOMBUVA HAA DIGA AELA-PILLA | Singhalesisches Vokalzeichen Oo             |
| U+0DDE (3550) | ෞ                | Markierung mit Extrabreite              | links nach rechts           | SINHALA VOWEL SIGN KOMBUVA HAA GAYANUKITTA     | Singhalesisches Vokalzeichen Au             |
| U+0DDF (3551) | ෟ                | Markierung mit Extrabreite              | links nach rechts           | SINHALA VOWEL SIGN GAYANUKITTA                 | Singhalesisches Vokalzeichen vokalisches L  |
| U+0DE6 (3558) | ෦               | Dezimalziffer                           | links nach rechts           | SINHALA LITH DIGIT ZERO                        | Singhalesische astrol. Ziffer Null          |
| U+0DE7 (3559) | ෧               | Dezimalziffer                           | links nach rechts           | SINHALA LITH DIGIT ONE                         | Singhalesische astrol. Ziffer Eins          |
| U+0DE8 (3560) | ෨               | Dezimalziffer                           | links nach rechts           | SINHALA LITH DIGIT TWO                         | Singhalesische astrol. Ziffer Zwei          |
| U+0DE9 (3561) | ෩               | Dezimalziffer                           | links nach rechts           | SINHALA LITH DIGIT THREE                       | Singhalesische astrol. Ziffer Drei          |
| U+0DEA (3562) | ෪               | Dezimalziffer                           | links nach rechts           | SINHALA LITH DIGIT FOUR                        | Singhalesische astrol. Ziffer Vier          |
| U+0DEB (3563) | ෫               | Dezimalziffer                           | links nach rechts           | SINHALA LITH DIGIT FIVE                        | Singhalesische astrol. Ziffer Fünf          |
| U+0DEC (3564) | ෬               | Dezimalziffer                           | links nach rechts           | SINHALA LITH DIGIT SIX                         | Singhalesische astrol. Ziffer Sechs         |
| U+0DED (3565) | ෭               | Dezimalziffer                           | links nach rechts           | SINHALA LITH DIGIT SEVEN                       | Singhalesische astrol. Ziffer Sieben        |
| U+0DEE (3566) | ෮               | Dezimalziffer                           | links nach rechts           | SINHALA LITH DIGIT EIGHT                       | Singhalesische astrol. Ziffer Acht          |
| U+0DEF (3567) | ෯               | Dezimalziffer                           | links nach rechts           | SINHALA LITH DIGIT NINE                        | Singhalesische astrol. Ziffer Neun          |
| U+0DF2 (3570) | ෲ                | Markierung mit Extrabreite              | links nach rechts           | SINHALA VOWEL SIGN DIGA GAETTA-PILLA           | Singhalesisches Vokalzeichen vokalisches Rr |
| U+0DF3 (3571) | ෳ                | Markierung mit Extrabreite              | links nach rechts           | SINHALA VOWEL SIGN DIGA GAYANUKITTA            | Singhalesisches Vokalzeichen vokalisches Ll |
| U+0DF4 (3572) | ෴               | andere Interpunktion                    | links nach rechts           | SINHALA PUNCTUATION KUNDDALIYA                 | Singhalesisches Satzzeichen Kunddaliya      |